# Harry Nestor
Harry Nestor, auch Nestor Ariani, gebürtig Franz Harry Pridun, (* 11. Mai 1893 in Wien, Österreich-Ungarn; † 11. November 1969 in Wien, Österreich) war ein österreichischer Filmschauspieler in Deutschland und Frankreich.

## Leben

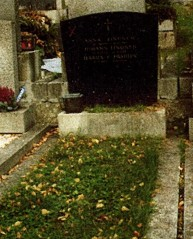
Grabstätte von Harry Nestor

Nestor erhielt seine Ausbildung hatte an Wiens Akademie für Musik und darstellende Kunst und gab 1913 sein Schauspieldebüt in Passau. Zu Beginn des Ersten Weltkriegs wurde er eingezogen und diente als Marineoffizier und Flieger. Nach seiner Entlassung ins Zivilleben ging Nestor nach Berlin, wo er 1920 Kontakt zum Film knüpfte. Im Jahr darauf lernte er den Regisseur Lupu Pick kennen, für den er nicht nur als Schauspieler, sondern auch als Produktionsleiter von Picks Rex-Film arbeitete. Nestors Charakterkopf war ab 1923 auch in internationalen Produktionen zu sehen. Der Schauspieler drehte seitdem in österreichischen, italienischen, US-amerikanischen und, nach Einführung des Tonfilms, auch französischen Ateliers. 
1932 verließ Harry Nestor Deutschland und kehrte für einige Jahre nach Paris zurück, wo er kleinere Rollen in zwei zentralen Inszenierungen Jacques Feyders (Die letzte Etappe und Spiel in Monte Carlo) erhielt. Wieder daheim in Österreich, fand der Schauspieler kaum mehr Anschluss an das Filmgeschäft. Während des Zweiten Weltkriegs wurde Nestor abermals eingezogen und geriet gegen Kriegsende in Gefangenschaft. Nach seiner Heimkehr nach Wien 1948 trat Harry Nestor nur noch einmal vor die Filmkamera, für eine heimische Produktion. Noch im selben Jahr wechselte er den Beruf und wurde Filmjournalist und Herausgeber der Fachpublikation Österreichischer Film-Almanach. Sein bereits aufgelassenes Grab befand sich auf dem Baumgartner Friedhof in Wien.

## Filmografie
- 1920: Der Totenkopf
- 1921: Das Achtgroschenmädel, Teil 1
- 1921: Das Geheimnis der Mumie
- 1921: Das Kind der Strasse, 1. Teil
- 1921: Das Kind der Strasse, 2. Teil
- 1921: Der Stier von Olivera
- 1921: Eines großen Mannes Liebe
- 1921: Großstadtmädels – 1. Teil
- 1922: Aus den Erinnerungen eines Frauenarztes, 1. Teil: Fliehende Schatten
- 1922: Aus den Erinnerungen eines Frauenarztes, 2. Teil: Lüge und Wahrheit
- 1922: Zum Paradies der Damen
- 1923: Das Haus ohne Lachen
- 1923: Stadt in Sicht
- 1924: Jedermanns Weib
- 1924: Moderne Ehen
- 1924: Zirkus Brown
- 1925: Die große Gelegenheit
- 1925: Entsiegelte Lippen
- 1925: Pension Groonen
- 1925: Zapfenstreich
- 1926: Der Stolz der Kompagnie
- 1926: Die Waise von Lowood
- 1926: Überflüssige Menschen
- 1926: Unser täglich Brot
- 1927: Der Sieg der Jugend
- 1927: Die elf Teufel
- 1927: Dr. Bessels Verwandlung
- 1927: Gehetzte Frauen
- 1927: Lützows wilde verwegene Jagd
- 1927: Zwei unterm Himmelszelt
- 1928: Eddy Polo im Wespennest
- 1928: Eine Nacht in London
- 1928: Geschlecht in Fesseln
- 1928: S.O.S. Schiff in Not
- 1928: Der Mann mit dem Laubfrosch
- 1929: Auf der Reeperbahn nachts um halb eins
- 1929: Das Geständnis der Drei
- 1930: Alimente
- 1930: Der Mann im Dunkel
- 1930: Die zärtlichen Verwandten
- 1930: Gigolo
- 1930: Nuits de princes
- 1930: Zwei Menschen
- 1931: Arme, kleine Eva
- 1931: Die Frau von der man spricht
- 1931: Drei Tage Liebe
- 1931: Hilfe! Überfall!
- 1932: Au nom de la loi
- 1932: Die nackte Wahrheit
- 1932: Großstadtnacht
- 1932: Maître chez soi
- 1933: Mirages de Paris
- 1934: Die letzte Etappe (Le Grand Jeu)
- 1934: Une fois dans la vie
- 1935: Spiel in Monte Carlo (Pension Mimosas)
- 1936: Burgtheater
- 1936: Manja Valewska
- 1944: Der gebieterische Ruf
- 1948: Die Schatztruhe